# Tanztage Berlin
Die Tanztage Berlin sind ein internationales Festival des zeitgenössischen Tanzes, das jährlich in den Sophiensaelen in Berlin stattfindet. Die Veranstaltungsreihe wurde 1996 als Tanztage im Pfefferberg, einem lokalen Festival für die freie Tanzszene, gegründet und findet 2025 zum 34. Mal statt.

## Geschichte
Veranstaltungsort der jeweils im Januar stattfindenden Tanztage war anfangs das alternative Kulturzentrum Pfefferberg am Prenzlauer Berg. Junge Choreografen und Tänzer, die ihren Arbeitsmittelpunkt in Berlin hatten, stellten auf diesem Festival dem Publikum neue Produktionen vor. Es galt rasch als „[…] liebste, skurrilste und staunend machendste Tanzreihe Berlins.“ (Berliner Zeitung). Es musste bei den ersten Ausgaben mit einem Senatszuschuss vom 10.000 DM auskommen und war nur durch die „[…] Selbstausbeutung der Organisatoren, Techniker, Praktikantinnen und der Tänzer selbst möglich.“
Die Tanztage im Pfefferberg wurden ab 1996 von Barbara Friedrich und später gemeinsam mit Benjamin Schälike geleitet. Wegen der Renovierung des Gebäudekomplexes Pfefferberg zogen die Tanztage im Pfefferberg 2001 in die benachbarte Spielstätte Sophiensaele und nannten sich anschließend Tanztage Berlin. Die Sophiensaele sind seither nicht nur als Gastgeber, sondern treten auch als Koproduzent auf.

## Programm
Die Tanztage Berlin sind eine Plattform für junge Berliner Choreografen und erfahren öffentliche und publizistische Aufmerksamkeit. Die Veranstaltungen des Festivals mit meist vierzehn bis achtzehn Produktionen, viele davon Uraufführungen, fanden auch an außen liegenden Spielstätten, wie dem Gertrud-Seele-Haus in Lanke und dem Stadtbad Oderberger Straße, statt. 
Barbara Friedrich übergab ab 2008 die Leitung der Tanztage zunächst an die Produzentin und Kuratorin Inge Koks (Amsterdam) und später an den Berliner Performer Peter Pleyer. Danach wurden die Tanztage Berlin von der Kuratorin Anna Mülter und seit 2020 von dem Dramaturgen Mateusz Szymanówka geleitet.